# Кохвакко, Галина Геннадьевна
Галина Геннадьевна Кохвакко (24 февраля 1991 года в Карельской АССР) — российская фехтовальщица на клинковом оружии, чемпионка мира по историческому фехтованию, журналистка. Кохвакко возглавляет собственную школу фехтования в столице Республики Карелия — Петрозаводск. Представляет клуб Исторического Средневекового боя «SWORD».

## Биография
Родилась в Карельской АССР в городе Кондопога. Единственный ребёнок в семье профессионального лыжника Геннадия Кохвакко и Надежды Кохвакко. С 2010 года проживает в столице Карелии — Петрозаводске. Фехтованием начала заниматься со старшей школы, до этого успела окончить музыкальную школу по классам фортепиано и классической акустической гитары. Окончила филологический факультет по специализации «Журналистика» в Петрозаводском госуниверситете. Будучи на первом курсе университета начала активно выступать на турнирах по Историческому средневековому бою в России. Дважды становилась Чемпионкой России и Чемпионкой СНГ.
Кохвакко начала тренироваться с 14 лет, в местном клубе фехтования. Вначале спортсменка постигала азы работы с рапирой, потом, по приглашению друзей решила тренироваться на клинковом оружии. С 17 лет фехтовальщица начала регулярно участвовать в соревнованиях, осваивая все возможные номинации в женской категории: «щит-меч», «меч-меч», «меч-баклер», «полуторный или длинный меч», «профбои».

### Спортивные достижения
Первый чемпионат России Кохвакко выиграла в 2011 году, затем в 2013 году подтвердила титул. В 2012 году впервые вошла в состав Национальной Сборной России по ИСБ и выехала на «Кубок СНГ» в Одессу, где принесла своей команде золото в номинации «щит-меч» и бронзу в номинации «меч-меч». В 2014 году на данном турнире фехтовальщица взяла все возможные призовые места в женской категории, получив титул Абсолютной Чемпионки СНГ. В том же году Кохвакко была принята в состав Национальной Сборной России для участия на Чемпионате Мира по ИСБ «Битва Наций». Получив серьёзную травму тазобедренного сустава в первом раунде финального поединка, спортсменка все же смогла завершить оставшиеся раунды, но уступила сопернице и взяла серебро в женской номинации «Триатлон» (1 раунд — длинный меч, 2 раунд — меч и баклер, 3 раунд — щит и меч).
В 2015 году Кохвакко вновь в числе лучших бойцов страны была отобрана для участия в Чемпионате мира. В мае на «Битве Наций» Кохвакко выигрывает решающий бой у своей противницы и становится Чемпионкой мира по ИСБ среди женщин. В 2016 году Кохвакко вновь одерживает победу на Чемпионате мира, подтверждая свой титул, становясь самой титулованной ИСБ — фехтовальщицей.
Помимо активной турнирной деятельности Кохвакко регулярно проводит тематические обучающие семинары по «Триатлону» в ИСБ в Европе (Испания — 2015 год, Германия — 2016 год). В России консультирует и проводит открытые тренировки для спортсменов, которые приезжают к ней из разных городов страны.
В настоящее время Кохвакко имеет более 40 золотых медалей Европейских и Всероссийских соревнований по ИСБ.
У Галины более 40 золотых медалей в области фехтования. Является четырёхкратной чемпионкой мира по ИСБ в номинации «Триатлон» среди женщин.

## Проекты
В 2013 году Кохвакко открывает в Петрозаводске свою Школу Фехтования «Sword». Тренировки проходят как для опытных бойцов, так и для начинающих. В Школе фехтования параллельно действуют несколько групп — для взрослых и детей. В 2015 году совместно с инициативной группой занимается организацией фестиваля «Онего. Легенды Севера», где курирует турнирную часть. Турнир проводится ежегодно.
В августе 2015 года Кохвакко стала участницей нашумевшей истории об эротической фотосессии для одного из мужских глянцевых журналов. В сеть попали два бекстейджевых кадра фехтовальщицы, после чего местные СМИ обвинили спортсменку в чрезмерной откровенности и неприемлемости публикации подобных фото. Однако в августе 2015 года некоторые кадры из данной съемки были опубликованы в глянцевом журнале.
В 2016 году Кохвакко начала принимать участие в фотосессиях для российских марок спортивной одежды.
С 17 апреля 2018 года начался выпуск методического пособия «Фехтуем вместе!». Первая часть была подписана в печать в апреле, в сентябре будет релиз второй части. Всего запланировано 6 частей методического пособия по триатлону в Историческому средневековому бою.